# Müllerhalle

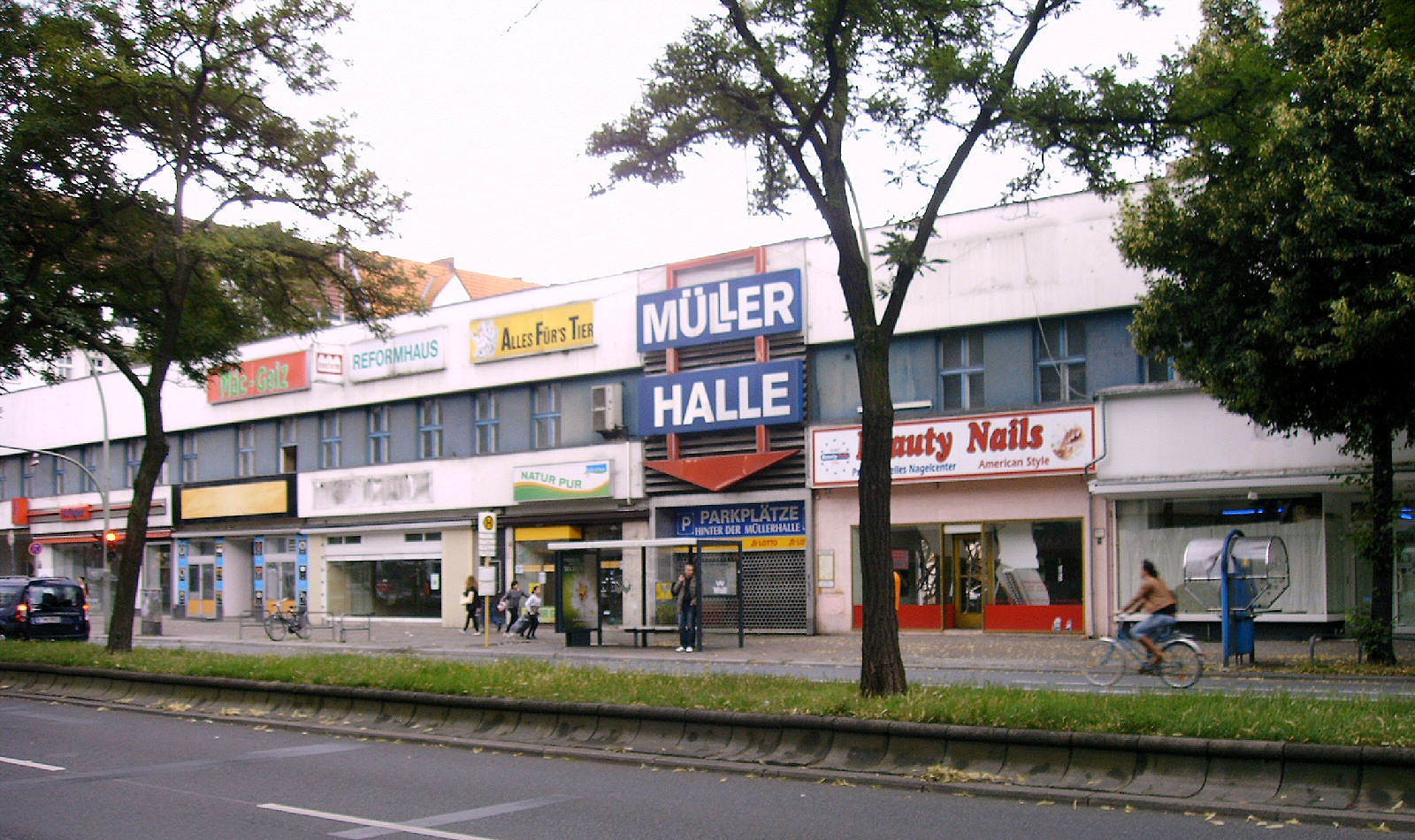
Müllerhalle 2012 kurz vor dem Abriss

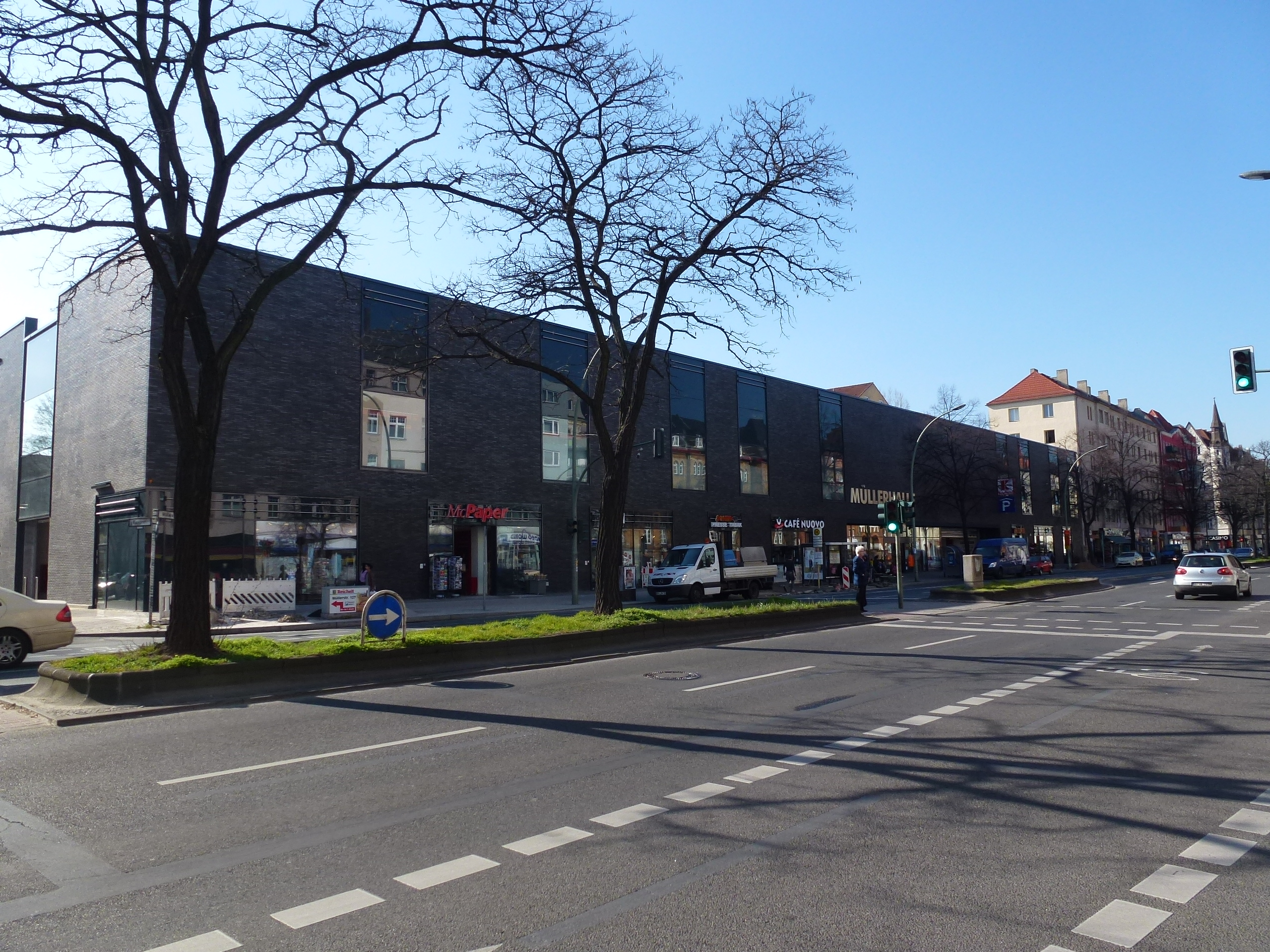
Neue Müllerhalle

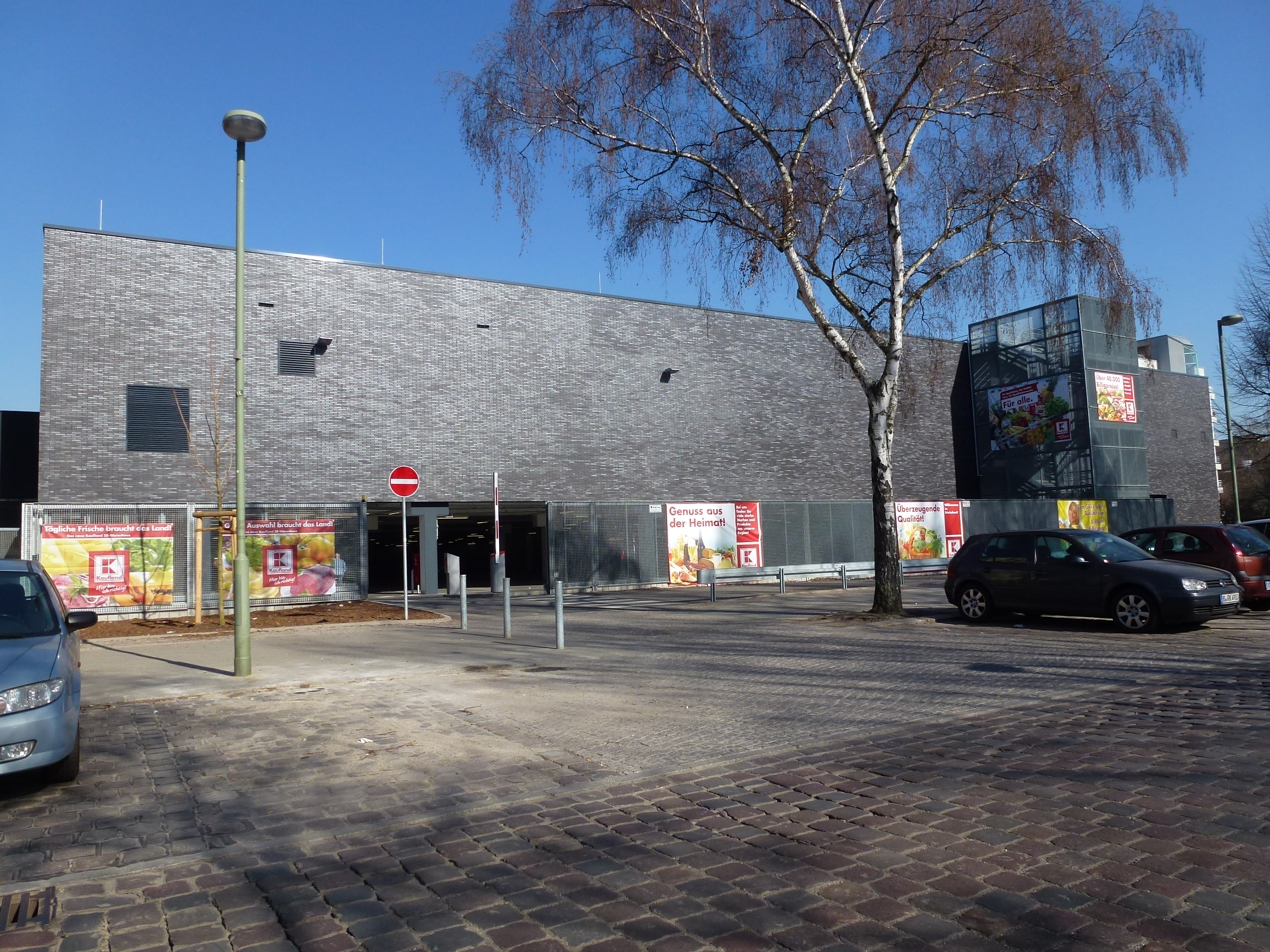
Neue Müllerhalle, Rückseite

Die Müllerhalle ist eine ehemalige Markthalle im Berliner Ortsteil Berlin-Wedding. Das Gebäude wurde 1950 gebaut und bis 2011 als Markthalle genutzt. Nach einem Abriss und Neubau befindet sich dort nun die Neue Müllerhalle. Diese dient vor allem einem Lebensmittelhändler als Standort, zudem sind dort einige kleinere Geschäfte untergebracht.

## Geschichte
Die Markthalle entstand inmitten eines Booms des Wedding in den Jahren des Wirtschaftswunders. Die Müllerstraße, an der die Markthalle steht, galt in den 1960ern als Ku'damm des Nordens. In dieser Zeit öffneten an der Straße auch viele Fachgeschäfte und einige Warenhäuser neu. Der Berliner Nordwesten hatte die letzten seiner Berliner Markthallen Anfang des 20. Jahrhunderts verloren. Die Markthallen XII und XIV – beide im benachbarten Ortsteil Gesundbrunnen – wurden um 1890 errichtet, bereits um 1920 verschwanden sie wieder aus den Adressbüchern.
Die Müllerhalle entstand auf dem Gelände eines offenen Marktes. Bis 1950 befand sich an dieser Stelle ein Hundefriedhof, den die Tierärzte Wernicke und Mey im Jahr 1900 angelegt hatten. Der Friedhof war Teil einer größeren auf Hunde spezialisierten Tierarztpraxis, die auch mehrere Baracken zur stationären Pflege von Hunden bereithielt, ebenso wie Gebäude für eine Hundepension. Auf dem Friedhof lagen etwa 300 bis 400 Hunde.
Insgesamt gab es in der Müllerhalle zwei Supermärkte und mehrere Läden – vom Schuhmacher über einen Pferdefleischer bis zur Drogerie – sowie 35 Marktstände. An der Frontseite zur Müllerstraße befanden sich mehrere Einzelhandelsgeschäfte.
Nach der Wende, 1990 schwand die Kaufkraft der Anwohner der Müllerstraße zusehends. In angrenzenden Gegenden wurden mehrere große Einkaufszentren eröffnet, zusätzlich kam es zur Stilllegung mehrerer Betriebe der ehemals in West-Berlin ansässigen Industrie, von denen viele Menschen des klassischen Arbeiterviertels Wedding betroffen waren. Ihre Glanzzeit erlebte die Halle in den 1970ern und 1980ern, als es lange Wartelisten für Plätze in der Markthalle gab, die Stände gut besucht waren und teilweise ein gehobenes Angebot präsentierten. In den letzten Jahren vor dem Abriss stand ein Großteil der Marktstände bereits leer, die Betreiber sparten an Reinigungs- und Wartungskosten. So wurde beispielsweise der Hallenmeister entlassen und die Lautsprecherdurchsagen, die auf neue Angebote aufmerksam machten, verschwanden. Die Hausverwaltungen wechselten häufig. Ende 2012 erfolgte der Abriss des Gebäudes.

## Neue Müllerhalle 2013
Die neue Müllerhalle eröffnete im Dezember 2013. Sie hat ca. 5.550 m² Verkaufsfläche und ca. 5.460 m² Stellfläche. Im Obergeschoss befindet sich ein großer Kaufland-Supermarkt, im Erdgeschoss sind im vorderen Teil kleinere Geschäfte und ein Café untergebracht, im hinteren Teil ein Parkhaus. Der Architekt Oliver Merz hatte die Entwürfe für das Gebäude geliefert. Besonders prägend ist die dunkelgraue Fassade, die zu kontroversen Reaktionen der Anwohner führte.